# SosMula
Винисиус Соса (род. 19 апреля 1988 год, Сан-Паулу, Бразилия), более известен как Sosmula — американcкий рэпер и автор песен, натурализованный бразилец. Являлся членом вместе с ZillaKami трэп-метал-группы City Morgue

## Биография
Родился 19 апреля 1988 года в Сан-Паулу.
Винисиус Соса провёл первые годы жизни в своем родном городе. В возрасте двух лет он переезжает в США. Читать рэп Виниус начал ещё в старшей школе. Во время обучения в десятом классе, его друзья стали называть его «Сос».
В 2017-м году, Винисиус попадает в тюрьму за хранение наркотиков, где знакомится с рэпером ZillaKami, вместе c которым он сразу после выхода из тюрьмы образовывает группу City Morgue.

## Дискография

### Сольно
Студийные альбомы
- EP CITY OF GOD (2015)
- 13 SONGS 2 DIE 2 (2021)
- 2 HIGH 2 DIE (2022)
- 2 HIGH 2 DIE (DELUXE) (2022)
- Sleez Machine (2022)
- Sleez Religion (2024)

Мини-альбомы
- Body Bag Musik (2022)
- CrashOutBoyz (2022)

Синглы
- 1K Shotz feat. Bonez MC (2019)
- BUNNY (2019)
- V12 (2020)
- Vanilla Sky (2021)
- Criminal (2021)
- STAIN (2021)
- YAKUZA 2000 (2022)
- SNAP (2022)
- STICKS ON STICKS (2023)

### В составе City Morgue
Студийные альбомы
- City Morgue, Vol. 1: Hell or High Water (2018)
- City Morgue, Vol. 2: As Good as Dead (2019)
- TOXIC BOOGALOO (2020)
- City Morgue Vol 3: Bottom of the Barrel (2021)
- My Bloody America (2023)

Мини-альбомы
- Be Patient (2018)
- $MOKE UNDER THE WATER (2022)